# Cercomacroides fuscicauda
A Cercomacroides fuscicauda a madarak osztályának verébalakúak (Passeriformes) rendjébe és a hangyászmadárfélék (Thamnophilidae) családjába tartozó faj.

## Rendszerezése
A fajt John Todd Zimmer amerikai ornitológus írta le 1931-ben, a Cercomacra nembe Cercomacra nigrescens fuscicauda néven. Egyes szervezetek jelenleg is ide sorolják.

## Előfordulása
Bolívia, Brazília, Ecuador és Kolumbia területén honos. Természetes élőhelyei a szubtrópusi vagy trópusi síkvidéki esőerdők, mocsári erdők és cserjések, folyók és patakok környékén, valamint ültetvények és másodlagos erdők. Állandó, nem vonuló faj.

## Megjelenése
Testhossza 14-15 centiméter.
|  |

## Életmódja
Valószínűleg rovarokkal és pókokkal táplálkozik.

## Természetvédelmi helyzete
Az elterjedési területe rendkívül nagy, egyedszáma viszont csökken, de még nem éri el a kritikus szintet. A Természetvédelmi Világszövetség Vörös listáján nem fenyegetett fajként szerepel.

## További információ
- Képek az interneten a fajról
- Xeno-canto.org - elterjedése és hangja